# Cot Uteuen Trieng
Cot Uteuen Trieng är ett berg i Indonesien.   Det ligger i provinsen Aceh, i den västra delen av landet, 1 800 km nordväst om huvudstaden Jakarta. Toppen på Cot Uteuen Trieng är 379 meter över havet.
Terrängen runt Cot Uteuen Trieng är huvudsakligen kuperad, men åt nordost är den platt. Havet är nära Cot Uteuen Trieng åt nordost. Runt Cot Uteuen Trieng är det ganska glesbefolkat, med 22 invånare per kvadratkilometer. Närmaste större samhälle är Banda Aceh, 17,1 km väster om Cot Uteuen Trieng. Omgivningarna runt Cot Uteuen Trieng är en mosaik av jordbruksmark och naturlig växtlighet.